# Tuhaň (Liberec)
Tuhaň é uma comuna checa localizada na região de Liberec, distrito de Česká Lípa‎.